# Johann Mühlegg
Johann Mühlegg, född 8 november 1970 i Marktoberdorf, Allgäu, Bayern, är en tysk längdskidåkare som tävlade för Tyskland i längdskidåkning tills han 1999 bytte medborgarskap och började åka för Spanien. Sedan han avslöjats som dopad tvingades han lämna tillbaka medaljer han vunnit vid Olympiska vinterspelen 2002 i Salt Lake City.

## Biografi
Mühlegg tävlade för Tyskland i OS 1992, 1994 och 1998. Han började dock redan 1993 få ett ansträngt förhållande till Tysklands skidförbund, vilket gjorde att han senare började tävla för Spanien istället. Under 1999 vann han sitt första världscuplopp för sitt nya hemland. Säsongen 1999/2000 rodde Mühlegg hem segern i den totala världscupen och i VM 2001 vann Mühlegg silver i jaktstart (hans bronsmedalj uppgraderades till silver när loppets tvåa Jari Isometsä avslöjats som dopad) och guld på 50 km. 
Under OS 2002 vann Mühlegg 30 km och 10+10 km jaktstart. Han hade även bästa tiden på 50 km som arrangerades på OS sista dag. Mühlegg blev diskvalificerad då han testades positivt för darbepoetin (en syntetisk form av EPO), ett medel som ökar antalet röda blodkroppar. Han har aldrig erkänt sig vara dopad men det finns många tydliga bevis mot honom.
Efter dopningsskandalen beslutade IOK att Mühlegg skulle få behålla guldmedaljerna från de två första loppen. Men i december 2003 bestämde Idrottens skiljedomstol att medaljerna skulle tas tillbaka.
Han lever numera i Brasilien, där han arbetar för ett företag som bygger fastigheter.